# Cztery miłości
Cztery miłości (tyt. oryg. The Four Loves) –  książka popularno-teologiczna C.S. Lewisa, opublikowana po raz pierwszy w 1960 roku. Treść książki stanowią badania nad miłością z chrześcijańskiego i filozoficznego punktu widzenia. Autor wyróżnia cztery rodzaje miłości: przywiązanie, przyjaźń, miłość erotyczną i caritas. Zdaniem Lewisa każda miłość ma swoją sztukę kochania. Podobnie jak Sigmund Freud, Lewis nie uważał seksualności za grzeszną żądzę i nie upatrywał w niej nic zakazanego .

## Przekłady na język polski
- C.S. Lewis Cztery miłości, wyd. Media Rodzina, 2020. Tłum. Piotr Szymczak.